# Ubiquity
Ubiquity はUbuntuとその派生ディストリビューション向けに開発されたGUIインストーラーである。Live CD 上で動作し、デスクトップ環境は GTK+、Qt に対応している。Ubiquity が最初に採用されたディストリビューションは Ubuntu 6.06 (Dapper Drake)。
Ubuntu 23.04にてUbuntuでの標準搭載がされなくなった。
なお、Ubuntu ServerではSubiquityと呼ばれるインストーラが使用されている。これは、Ubuntu 23.04以降に搭載された新型のインストーラのバックエンドとしても利用されている。

## 機能
- 国際化サポート
- 自動インストールサポート
- 派生ディストリビューション向けのカスタマイズ
- クラッシュ自動検出 (Apport) サポート
- タイムゾーンのグラフィカルな設定
- インストール済みの Linux、Windows、Mac OS X からのアカウントのインポート (migration-assistant)
  - ユーザーアカウント設定
  - 電子メールアカウント
  - インスタントメッセンジャーアカウント
  - インターネットのブックマーク
  - ユーザーの画像、壁紙、文書、音楽、写真フォルダ (Windows のみ)

## Ubiquityを採用しているディストリビューション

### 公式
- Lubuntu
- Mythbuntu
- Xubuntu

### 非公式
- Asturix
- elementary OS
- gNewSense
- linuxBean
- Linux Mint
- Trisquel
- Zorin OS